# مزيونة الجابري
مزيونة الجابري قرية سوريّة تتبع إداريّاً لمحافظة حلب منطقة منبج ناحية خفسة، بلغ تعداد سكانها (1,742) نسمة حسب التعداد السكاني لعام 2004.